# Quintus Caecilius Metellus Pius

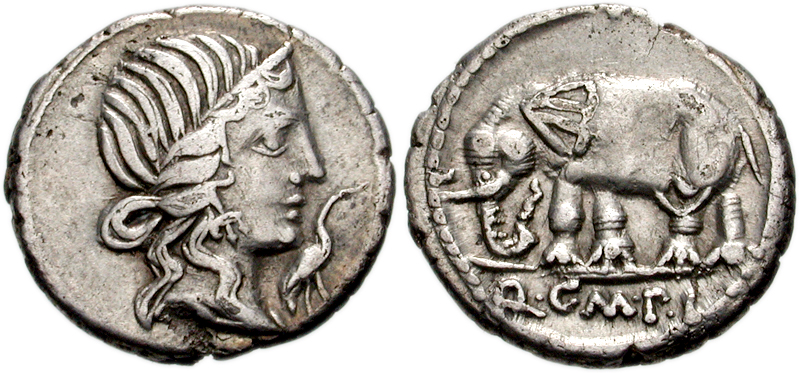
Mynt präglat av Metellus Pius.

Quintus Caecilius Metellus Pius, född 130 f.Kr., död 63 f.Kr., var en romersk militär och politiker (optimat), en av Sullas främsta fältherrar och anhängare. Han var son till Quintus Caecilius Metellus Numidicus.
Metellus erhöll tillnamnet Pius (den kärleksfulle sonen) på grund av att han så ivrigt verkade för sin fars återkallande ur landsflykten. Han slogs som överbefälhavare i Spanien mot Marius vän Quintus Sertorius. Efter de konservativas seger i inbördeskriget 82 f.Kr. valdes han till konsul för år 80 f.Kr. tillsammans med Sulla. Sedan Gnaeus Pompejus fått uppdraget att nedslå Mariusanhängarnas motstånd på Sicilien och i Nordafrika utsågs Metellus till överbefälhavare i Spanien och fick befäl över 120 000 man. Marius främste general på halvön, Quintus Sertorius, lyckades emellertid föra en framgångsrik motståndskamp i vad som skulle bli ett tio år långt krig om det romerska herraväldet på halvön. Slutligen utsågs Pompejus till att som ny befälhavare verka i Metellus ställe och nedslog som sådan upproret slutligen år 72 f.Kr. Metellus hade år 81 f.Kr., under Sullas diktatur erhållit värdigheten som Roms pontifex maximus, ledare för högsta prästkollegiet, och behöll titeln till sin död. När han dog, valdes den unge och relativt obemärkte Gajus Julius Caesar omedelbart till ny pontifex i strid med flera ledande optimater, däribland Quintus Catulus och Publius Isauricus, Metellus efterträdare som konsul år 79 f.Kr.. Metellus son, Quintus Cornelius Scipio Metellus, verkade fortsatt som en av de ledande optimata politikerna i motsatsställning till Caesar.